# Ace Harris
Asa Harris (New York, 1 april 1910 - Chicago, 11 juni 1964) was een Amerikaanse jazz- en r&b-muzikant (piano, zang), arrangeur en orkestleider.

## Biografie
Harris leerde al als kind het pianospel en speelde tijdens de jaren 1930 in verschillende Territory-bands, in 1932 bij de Celery City Serenaders van Billy Steward, die vanuit Florida regelmatig door de zeebaden van de Amerikaanse oostkust toerden en vanaf 1935 bij de Sunset Royal Serenaders van Bill Mears. In 1937 nam Harris na de dood van frontman Steve Washington de leiding over van de Sunset Royal Serenaders en nam hij op 25 oktober 1937 enkele nummers op als Hurly Burly en Rhythm 'Bout Town voor Vocalion Records als Ace Harris & his Sunset Royal Orchestra, waartoe ook de bassist Al Lucas behoorde. Hij werkte daarna nog tot 1939 met de band om dan in New York te blijven.
Begin 1944 nam Harris op met Hot Lips Page en werkte dan als muzikant en arrangeur in het orkest van Erskine Hawkins, waarmee opnamen ontstonden. Zijn boogiewoogie-piano en zijn zang zijn te horen in nummers als Caldonia (#2 r&b-hitlijst, 1945), Let's Have Fun Tonight (1946) en Hawk's Boogie (#2, 1947). Hij bleef tot 1947 bij Hawkins en werkte in 1950/1951 weer in diens orkest, toen hij bij diens opnamen meewerkte voor Coral Records, net als bij diens laatste r&b-hitsucces Tennessee Waltz (#6, 1959). Hij werkte ook mee bij Bobby Smiths opnamen voor Apollo Records (Blue Keys/Wee Gee Blues, 1951).
Harris nam in 1945-1947 op onder zijn eigen naam voor de labels Hub Records en Sterling Records met kleinere formaties, zoals Lucky Millinders Shorty's Got to Go. In zijn band speelde naast de zanger Manhattan Paul onder andere ook de saxofonist Eddie Lockjaw Davis en de bassist Grachan Moncur II. Verdere opnamen ontstonden in 1950/1951 met een jumpbluesband voor Coral Records (Two Wrong Neve Made a Right/Sentimental Tears). De laatste opnamen onder zijn eigen naam speelde hij in 1953 in voor Brunswick Records (Please Don't Put Me Down). In hetzelfde jaar beëindigde hij zijn activiteiten als orkestleider en vertrok hij naar Chicago om als solist op te treden. In 1854 had hij een verbintenis in de Cloister Inn in Chicago. Met de band van Erskine Hawkins nam hij in 1955 enkele singles op als Put Your Feet Down on the Ground voor Decca Records en in het opvolgende jaar was hij gastsolist op diens lp After Hours. In 1956 werkte hij nog mee bij Sil Austins hit Slow Walk. In de daaropvolgende jaren geraakte Ace Harris in de vergetelheid.

## Overlijden
Ace Harris overleed in juni 1964 op 54-jarige leeftijd in Chicago. Zijn dochter Asa is zangeres in het Gene Esposito Jazz Orchestra in Chicago.

## Discografie
- The Chronological Ace Harris 1937–52 (Jazz Classics, ed. 2004)
- Buddy Charles & Ace Harris: Zonky (Audo Fidelity)

- Bibliothèque nationale de France: cb140547688 (data)
- Gemeinsame Normdatei: 1038677076
- International Standard Name Identifier: 0000 0004 0734 8333
- Library of Congress Control Number: n91087141
- MusicBrainz: 87b00652-55b5-469a-b285-7e6b63a9323e
- Virtual International Authority File: 305231124
- WorldCat: E39PBJjXcRrwDDH7dfpDdhWVYP